# Васильево (Наро-Фоминский район)
Васильево — деревня в Наро-Фоминском районе Московской области, входит в состав сельского поселения Волчёнковское. Численность постоянного населения по Всероссийской переписи 2021 года — 80 человек. До 2006 года Васильево входило в состав Афанасьевского сельского округа.
Деревня расположена в юго-западной части района, на левом берегу реки Протва, примерно в 6 км к югу от города Верея, высота центра над уровнем моря 156 м. Ближайшие населённые пункты — Ивково, Колодези и Серенское.